# Posto da Mata
Posto da Mata é um distrito do município brasileiro de Nova Viçosa, no estado da Bahia. Segundo o censo demográfico de 2022, realizado pelo Instituto Brasileiro de Geografia e Estatística (IBGE), sua população era de 23 818 habitantes e havia 8 174 domicílios particulares permanentes ocupados. Possui área de 356,4 km² conforme a Superintendência de Estudos Econômicos e Sociais da Bahia (SEI).
De acordo com o IBGE, em 2010 a população era de 22 168 habitantes e havia 6 472 domicílios particulares.
Foi originado através de uma estação da Estrada de Ferro Bahia e Minas e reconhecido como distrito pela lei municipal nº 94 de 20 de outubro de 1997. Encontra no entroncamento das rodovias BR-418 e BR-101. Neste distrito funciona uma subprefeitura.

## História

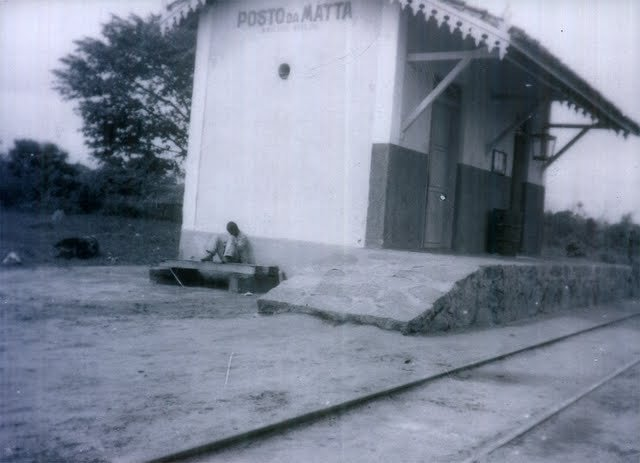
A antiga estação ferroviária que deu nome à localidade

Posto da Mata surgiu em 1939, onde havia muita mata e onde se encontrava a Estrada de Ferro Bahia e Minas que explorava a madeira, tanto para abastecer as caldeiras do trem, quanto para dormentes. O local se chamava "o 103" por este ser o quilômetro de marcação da linha férrea. Por muito tempo o lugarejo ficou sendo conhecido somente como o 103. Era um posto localizado em uma região deserta de mata, que servia de ligação entre os estados de Minas Gerais e da Bahia, parada quase obrigatória para quem fizesse a viagem.
Quando Carlos Alberto Assis Gouvêa, filho de Sebastião Gouvêa, um dos fundadores de Posto da Mata, lembra de detalhes de sua infância no local: "Quando nossa família chegou aqui, não havia praticamente nada, era bem pequeno; havia poucas casas, todas localizadas próximas à estação ferroviária, além de um pequeno campo de futebol e aqueles pais que queriam que seus filhos estudassem, tinha que mandá-los para outras localidades".

## Bairros

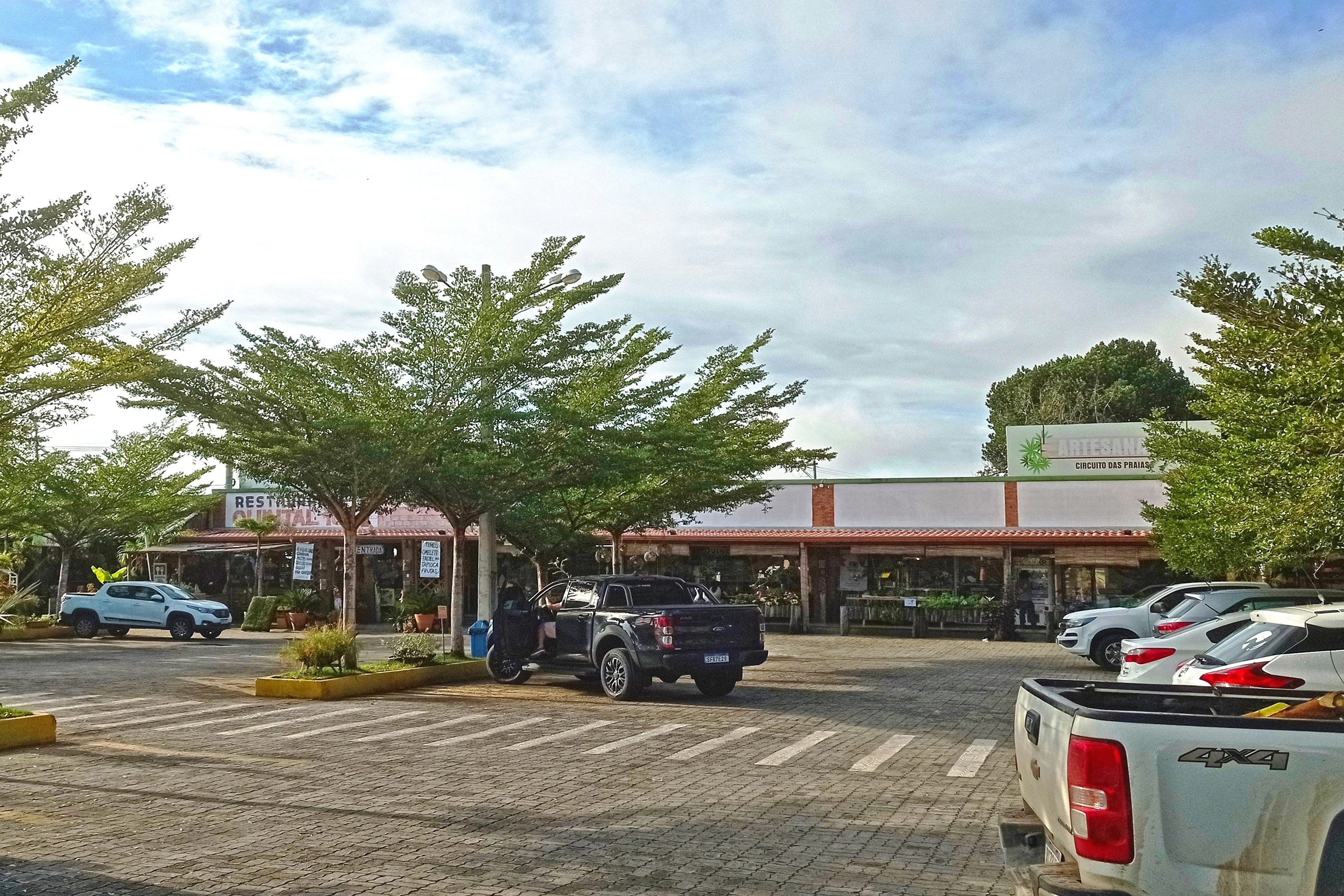
Restaurante Quintal 301, na margem da BR-418, em Posto da Mata.

- Acácia
- Baixada Fluminense
- Centro
- Cajueiro
- Campo Verde
- Jardim Primavera
- Henrique de Brito
- Castelo
- Morada dos Eucaliptos
- Jardim dos Eucaliptos
- Santa Amélia
- Industrial I,II e III
- Copacabana I,II e III
- Aparecida I,II e III
- Explanada
- Mangueira
- Cidade Alta
- Caribe
- Recanto do Lago
- Baía dos Anjos
- Portela
- Central
- Baía de Guanabara
- Trevo de Posto da Mata
- Granville
- Bom sucesso
- Primavera
- Ivanildo Rodrigues